# 平潟神社 (長岡市)

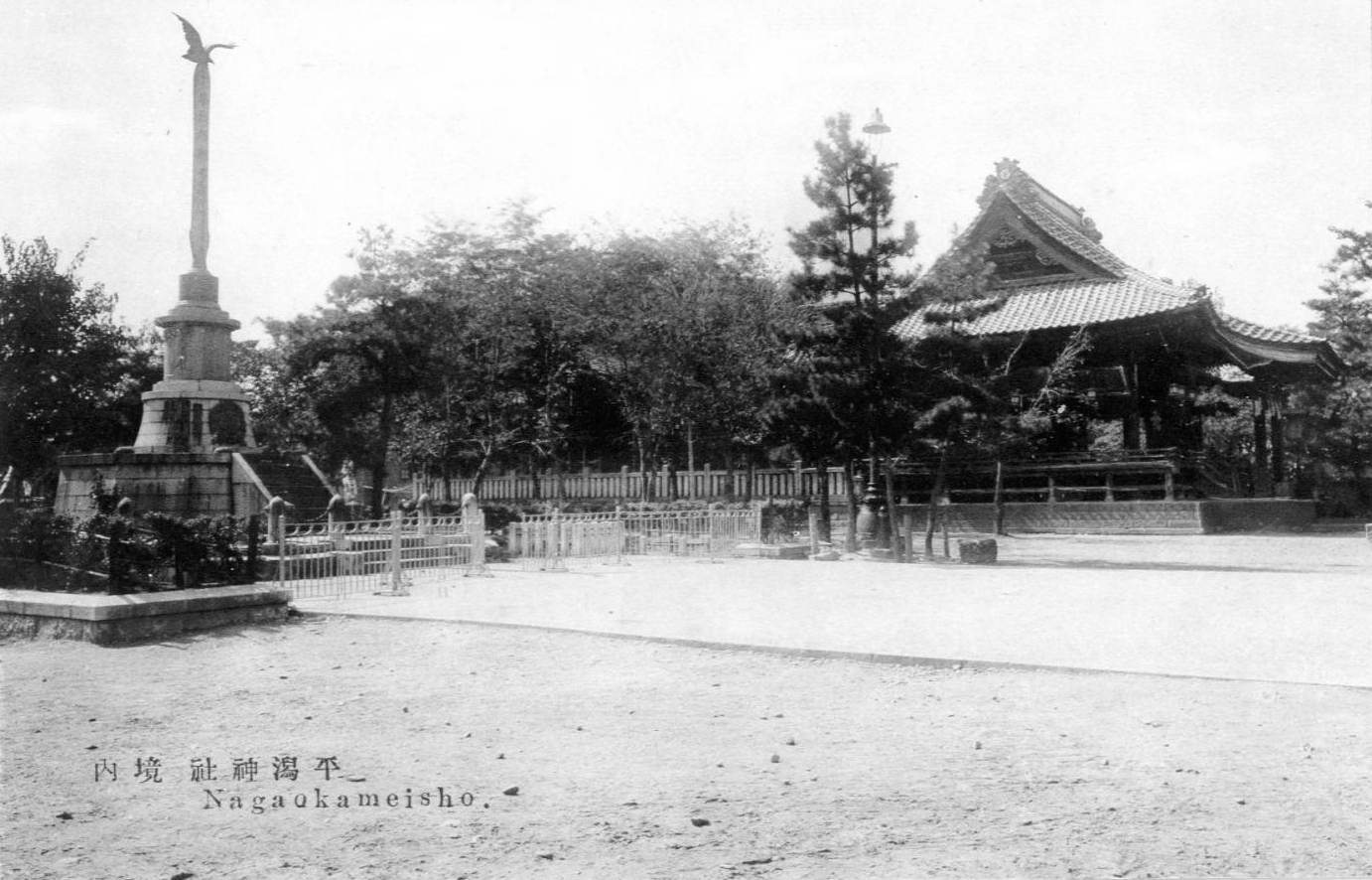
昭和初期の平潟神社境内。写真左の塔は忠烈靖献之碑（1906年（明治39年）建立）

平潟神社（ひらがたじんじゃ）は新潟県長岡市にある諏訪神社。境内には長岡空襲の犠牲者を慰霊する「長岡市戦災殉難者慰霊塔」もあった（1995年（平成7年）に隣接する平潟公園に移設）。旧社格は初め郷社、後に県社。『長岡市史』では平潟諏訪神社と表記されている。祭神 は健御名方富命。江戸時代の社領は40石。俗称は智慶（ちけん）様。

## 歴史
736年、この辺りで疫病が流行ったころ、北陸を巡っていた行基が自作の普賢菩薩の仏像を奉納して祈念したという。なお『長岡市史』では創立年月日不詳とされる。
かつては長岡停車場付近にあり、上杉謙信及び上杉景勝の尊崇篤かったとされる。堀氏の築城計画の一環として現在地に移転した。越後長岡藩に牧野氏が移封した後は長岡藩の祈願所となる。元禄年中に藩命により古志郡高畑村の青木諏訪社が合祀され、信濃国の諏訪本社の取次となる。
1872年5月（明治5年4月）に村社に列し、1921年（大正10年）に郷社、1928年（昭和3年）に県社に昇格する。

## 別当寺
かつては智慶院という当山派修験道の別当寺を持ち、『長岡市史』刊行当時の社司である桃田氏の祖という。智慶院は長岡藩内の配下寺院19院の触頭であり、越後長岡藩より厚遇される。智慶（ちけん）様の呼称はこの別当寺が由来になっている。

## 長岡空襲

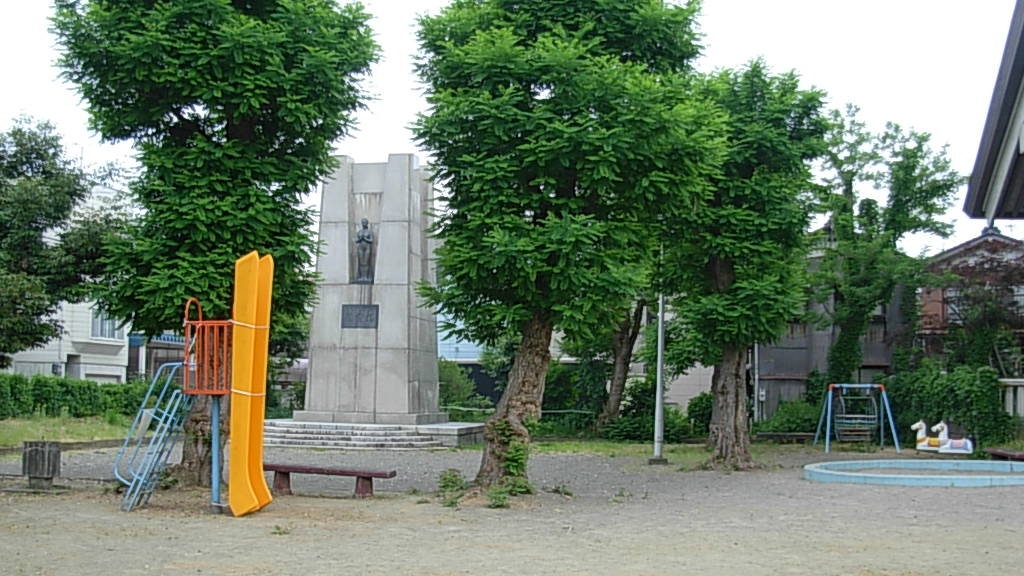
平潟公園に建つ長岡市戦災殉難者慰霊塔

長岡空襲（1945年（昭和20年）8月1日）では平潟神社の境内で亡くなった人が長岡市内でもっとも多かった（268人）。そのため、平潟神社の境内に慰霊塔を建立しようという運動が始まり、1958年（昭和33年）11月、一般からの寄附と市および県の補助金により「長岡市戦災殉難者慰霊塔」が建立された。その後、老朽化が進んだため、戦災50周年にあたる1995年（平成7年）に隣接する平潟公園に修復・移設。

## 現地情報
長岡の市街地に立地する。
交通アクセス
- 長岡駅大手口から徒歩で約10分。
- 長岡インターチェンジから車で約30分。